# A Billion Lives
 (août 2016).
Si vous disposez d'ouvrages ou d'articles de référence ou si vous connaissez des sites web de qualité traitant du thème abordé ici, merci de compléter l'article en donnant les références utiles à sa vérifiabilité et en les liant à la section « Notes et références ».
Pour plus de détails, voir Fiche technique et Distribution.
A Billion Lives est un film documentaire américain dirigé par Aaron Biebert, sorti en France le 11 septembre 2016, et présentant la révolution que représente le vapotage face à la corruption et aux politiques inspirées par les industries du tabac et pharmaceutique.

## Présentation
Le documentaire met en exergue les problématiques majeures que sont les conflits d'intérêts de nos administrations et responsables politiques avec les firmes.
Il explore aussi tous les aspects relatifs à l'aspect culturel, à la façon dont les médias traitent cette innovation de rupture et les possibilités qu'offre cette innovation pour les fumeurs.
Les figures de proue du film sont notamment : Clive Bates, Delon Human et Olivier Kershaw.

## Thème
Dès les premières images, les spectateurs sont confrontés au choc de cette affirmation : « Au cours du XXIe siècle, le tabagisme pourrait tuer un milliard de personnes ou plus ».
Le film présente ensuite les dangers que le tabagisme constitue pour la santé humaine, notamment les risques accrus de cancer du poumon, d'asthme ainsi que de maladies pulmonaires chroniques obstructives.
Le documentaire rappelle ensuite l'histoire de l'industrie du tabac, insistant sur ses groupes de pression (lobbys) et, surtout, comment elle a caché les méfaits dramatiques du tabagisme pendant des décennies.
Plusieurs interviews sont réalisées sur ce sujet précis, notamment de David Goerlitz, acteur vedette de la marque Winston, à qui il a été demandé de tout faire pour rendre la cigarette plus séduisante et qui, plus tard dans les années 1980, a dénoncé lui aussi publiquement le scandale de la désinformation.
La seconde partie du film présente la révolution technologique et sanitaire que représente le vapotage (utilisation de la cigarette électronique).
Des interviews, notamment celle du Dr Derek Yach, ancien dirigeant de la lutte anti-tabac à l'Organisation mondiale de la santé, celle de Clive Bates, un activiste de premier ordre dans la lutte contre le tabagisme, et encore bien d'autres experts en la matière, permettent d'étayer le discours narratif d'Aaron Biebert et de confirmer que la cigarette électronique pourrait sauver un grand nombre de ce milliard de fumeurs qui, faute d'autre solution, courent le risque de mourir d'une maladie imputable au tabagisme.
La dernière partie du film met l'accent sur les manipulations de l'industrie du tabac pour enrayer le succès mondial de la cigarette électronique afin de protéger le chiffre d'affaires et les activités de leurs firmes multinationales.
Principalement axé sur les réponses aux arguments des opposants au vapotage, cette troisième partie du documentaire démontre jusqu'où l'argent est au centre des préoccupations des firmes.
En dénonçant les alliances entre l'industrie pharmaceutique, les gouvernements et l'industrie du tabac, le documentaire explique pourquoi et comment l'image du vapotage a été volontairement sapée.
Tous les sujets sensibles y sont abordés jusqu'à la collusion complice avec ces industries des plus hautes instances dirigeantes.

## Fiche technique
- Titre original : A Billion Lives
- Réalisation : Aaron Biebert
- Scénario :
- Direction artistique :
- Narration : Aaron Biebert
- Photographie :
- Montage :
- Musique : Steven Pitzl, Timothy Wolf, Antics, The Other Shapes & The Royal
- Production : Jesse Hieb, Shem Biebert, Jimi Jake Shaw, Jennifer Biebert
- Producteurs associés : Colin Wilcox, Caleb M. Pearson
- Sociétés de production : Attention Era Media
- Sociétés de distribution :
- Budget :
- Pays d'origine :  États-Unis
- Langue originale : anglais
- Format : couleur
- Genre : Documentaire
- Durée : 95 min
- Dates de sortie :
  - Première mondiale : 10 mai 2016 (en Nouvelle-Zélande)
  -  Première européenne : 16 juin 2016 (à Varsovie)
  -  France : 11 septembre 2016

## Genèse
La direction de ce documentaire a été assurée par Aaron Biebert, réalisateur et directeur de film basé à Milwaukee, Wisconsin. Aaron Biebert a dirigé et encadré bon nombre de films évènementiels, de musiques, de films sportifs ainsi que de documentaire-fiction. A Billion Lives est son premier film documentaire à thème.
Non-fumeur et non-vapoteur, Aaron Biebert s'est progressivement intéressé à ce sujet en particulier. En découvrant qu'un milliard de personnes peuvent décéder des méfaits du tabagisme puis en faisant ses recherches sur les données scientifiques et médicales tant sur le tabac traditionnel fumé que sur le vapotage, Aaron Biebert s'est passionné pour la révolution en cours et a voulu en savoir plus.
Dans une interview avec Vape Craft Incorporated, il déclare : « Plus j'en ai appris, plus je suis devenu furieux [...] et ce sujet est devenu crucial pour moi ».

## Dates de sortie et récompenses
- La première mondiale de A Billion Lives a eu lieu en Nouvelle-Zélande le 10 mai 2016. Il a reçu de nombreux prix depuis.
- La tournée mondiale s'est poursuivie aux États-Unis avec la première américaine à Milwaukee le 6 août, où un parterre de 1 400 spectateurs et personnalités a fait le déplacement dont, notamment, le sénateur Ron Johnson et David Goerlitz, la vedette des spots Winston. Le film a reçu un REMI d'argent au WorldFest International Independent Film Festival de Houston[7].
- La première européenne a eu lieu à Varsovie le 16 juin 2016 pendant le Global Forum on Nicotine[8], à l'occasion duquel il a reçu une distinction.
- L'Australie a décerné au documentaire plusieurs récompenses dont celle de la meilleure réalisation ainsi que le prix spécial du jury du Melbourne Documentary Film Festival[9].
- La première française a eu lieu à Paris le 11 septembre 2016 au Grand Rex.